# Раду Празнаглава
Раду Празнаглава, Раду Празна Глава или Раду II (рум. Radu al II-lea Praznaglava) био је османски вазал и владар Влашке.
Рођен као незаконити син Мирча Старог, претпоставља да се да носи име свог деде Радуа Црног.
Био је у сталном војном сукобу са рођаком Даном II. Његова војска поражена је од Дана у Ерделу у пролеће 1427. године, после чега нема више историјских записа.

## Види jош
- Срби у Румунији